# Dörnberg-Aufstand
Der Dörnberg-Aufstand am 22. April 1809 im hessischen Homberg (Efze) richtete sich gegen das napoleonische Königreich Westphalen. Ziel war es, die als französische Fremdherrschaft empfundene Regierung von Jérôme Bonaparte zu stürzen, die von Napoleon nach dem Frieden von Tilsit 1807 eingerichtet worden war. Seinen Namen erhielt der Aufstand von Oberst Wilhelm von Dörnberg, dem Anführer des Aufstandes.

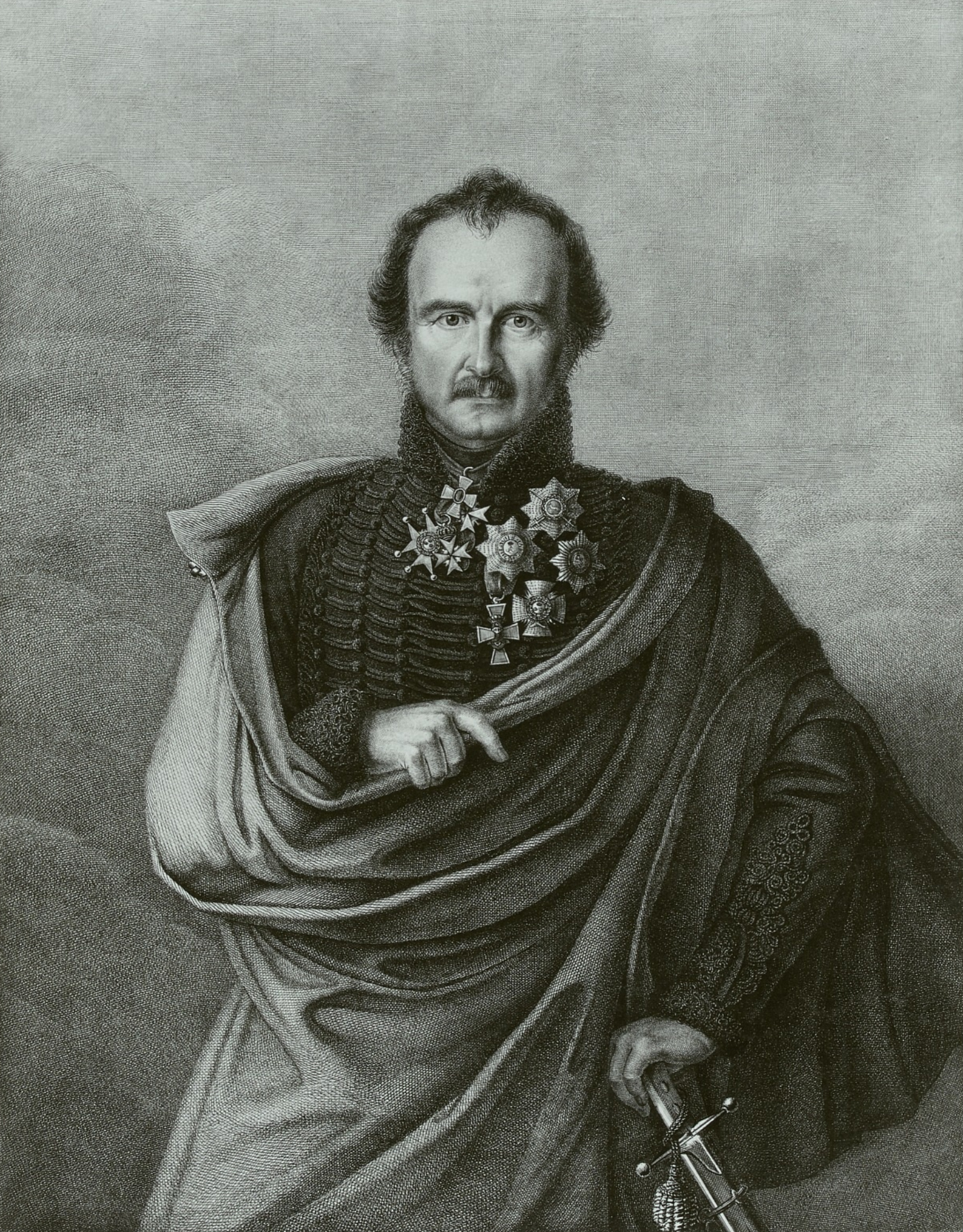
Wilhelm von Dörnberg

## Vorgeschichte
Das Königreich Westphalen war von Napoleon nach dem Frieden von Tilsit 1807 in der Absicht geschaffen worden, den politischen Einfluss auf die Rheinbundstaaten zu sichern und als Modellstaat nach französischem Vorbild für die anderen deutschen Staaten zu dienen. Das Königreich erstreckte sich über zahlreiche zuvor unabhängige Territorien, den Kern bildeten das Kurfürstentum Hessen, das Fürstentum Braunschweig-Wolfenbüttel sowie nach dessen Annexion 1810 das Kurfürstentum Hannover sowie große Teile der von Preußen im Frieden von Tilsit abgetretenen Gebiete links der Elbe. Im Gegensatz dazu war das Herzogtum Westfalen nicht Teil des Königreiches. Zum König des zum Rheinbund gehörenden Königreichs Westphalen ernannte Napoleon seinen jüngeren Bruder Jérôme.
Freiherr Wilhelm von Dörnberg, der Initiator des Aufstandes, stammte aus altem hessischen Adel. Er hatte zunächst in der hessen-kasselschen, später in der niederländischen und von 1796 bis 1807 in der preußischen Armee gedient. Nach dem Frieden von Tilsit kehrte er in seine inzwischen zum Königreich Westphalen gewordene Heimat zurück. Als er einen Posten als Bataillonschef der entstehenden Gardegrenadiere angeboten bekam, nahm er diesen trotz seiner Geringschätzung Jérôme Bonapartes an. Er stieg schnell zu einem Günstling Jérômes auf und wurde mit dem Kommando über ein Jägerbataillon in Marburg betraut. Der Friedensrichter Siegmund Peter Martin aus Frielendorf wurde zu einem der wichtigsten Verbündeten Dörnbergs. Er ermöglichte es, den Zuspruch der ländlichen Bevölkerung zu sichern. Durch seine Maßnahmen gelang es, besonders im Gebiet der Schwalm und Hombergs Unterstützung für die Sache der Verschwörer zu finden, die schließlich beim Aufstand am 22. April 1809 zu einer als Landsturm bezeichneten Schar vom etwa 1.000 zumeist nur leicht bewaffneten Bauern führte.
Die übrigen Verschwörer gehörten dem hessischen Adel an, der sich aus seiner angestammten politischen und gesellschaftlichen Rolle am Hof verdrängt sah. Die bürgerlichen Schichten hingegen profitierten von Napoleons Herrschaft, das Beamtentum war durch die neue Herrschaft gestärkt. Diese Gruppen standen der französischen Herrschaft eher positiv gegenüber. Die Führung des Aufstandes entstammte so der eher reaktionär gesinnten, alten Führungsschicht.

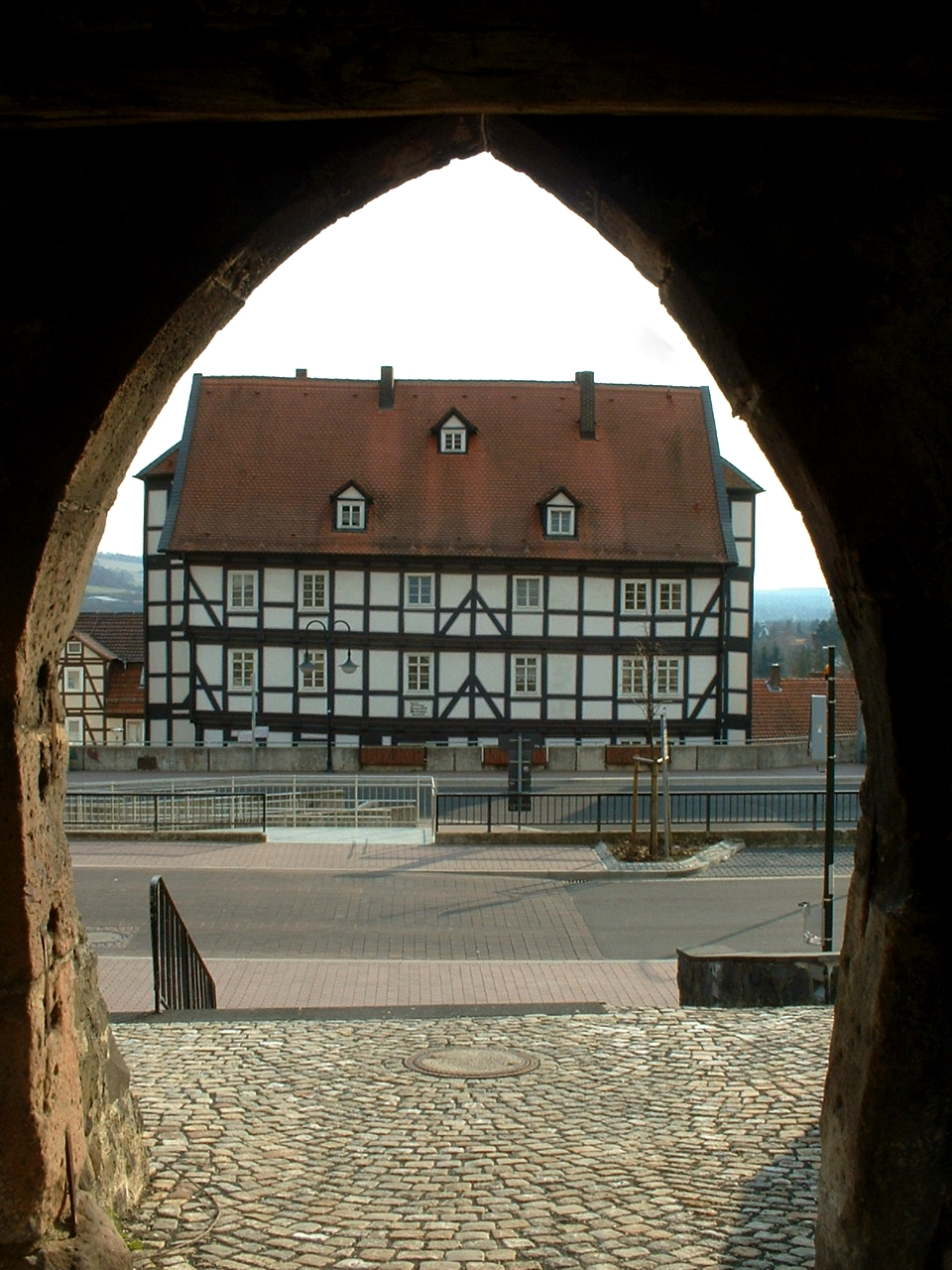
Das Hauptquartier: Stift Wallenstein in Homberg

Als Hauptquartier der Verschwörung wurde das Damenstift in Homberg gewählt. Die hier lebenden adeligen Damen, u. a. die Äbtissin Marianne vom und zum Stein, die Schwester des preußischen Reformers Freiherr vom und zum Stein, waren bereits antifranzösisch eingestellt und standen der Verschwörung deshalb aufgeschlossen gegenüber. Im Zuge der Eingliederung in den Rheinbund hatte Napoleon nämlich viele der Adelsprivilegien aufgehoben und damit große Unsicherheit über die Zukunft des Stifts aufkommen lassen. Nicht wenige Bewohnerinnen des Stifts wünschten sich eine Restauration des Heiligen Römischen Reiches. So zeigte die Fahne der Aufständischen, welche hier von Karoline von Baumbach gestickt wurde, nicht den hessischen Löwen, sondern den schwarzen Doppeladler des ehemaligen Heiligen Römischen Reiches. Viele Adelige, darunter auch Dörnberg, verkehrten regelmäßig im Stift. Vom 16. bis zum 18. April wurde die genaue Planung des Aufstandes nochmals besprochen: Er sollte gleichzeitig in Wolfhagen, Hofgeismar, Münden, Gudensberg und Homberg beginnen. Das Landvolk sollte mithilfe der Sturmglocke zusammengerufen und rasch bewaffnet werden. Die einzelnen Trupps der Landbevölkerung sollten gegen Abend nach Kassel marschieren, die Jäger-Bataillone nachts den König und seinen militärischen Führungsstab gefangen nehmen.

## Der Aufstand
Der Beginn des Aufstandes stand unter keinem guten Stern. Dörnberg wurde von Friedensrichter Martin zu einem verfrühten Angriff gedrängt. Widerwillig akzeptierte Dörnberg den 22. April, obgleich er die Aktion lieber einige Wochen später durchgeführt hätte. Ein Teil der Aufständischen schlug jedoch zu früh los. Schon bei Sonnenaufgang wurden in manchen Orten die Sturmglocken geläutet. Die undisziplinierten und schlecht bewaffneten Bauern zogen nach Homberg auf den Marktplatz. Gegen Mittag erreichte die Nachricht des Aufstandes Kassel. Jérôme war äußerst bestürzt und berief eine außerordentliche Ratsversammlung ein. Er schöpfte keinerlei Misstrauen gegenüber Dörnberg, ja befahl diesem gar, die Schlosswache mit zwei Kompanien der ihm unterstellten Gardejäger zu verstärken. Später am selben Tag teilte ein Mitglied des Königshofes Dörnberg mit, dass er verraten worden sei. Der König wisse um seine Beteiligung. Dörnberg gab das Kommando über die Jäger ab und floh zu Pferd nach Homberg. Dort übernahm er das Kommando über die Aufständischen. Damit hatte er die Befehlsgewalt über eine schlagkräftige, erfahrene Streitmacht verloren und der erhoffte Überraschungseffekt blieb aus. Die in Homberg zusammenkommende Menge bestand zumeist aus Bauern, Forstarbeitern und alten Soldaten aus der näheren und weiteren Umgebung, war aber zumeist unbewaffnet und wenig diszipliniert. Zudem gingen die meisten offenbar davon aus, in Kassel sitze der Kurfürst bereits wieder auf seinem Thron, weswegen ernsthafte Kämpfe ausbleiben würden. In der Nacht zog die einige tausend Mann starke Truppe in Richtung der Residenzstadt, wurde jedoch bei der Knallhütte etwa 10 km vor Kassel von einer Einheit der westphälischen Artillerie erwartet und unter Beschuss genommen. Dieser unerwartete Widerstand führte bereits zum Zusammenbruch der Moral und die Aufständischen flohen, wenige Tote zurücklassend. Dörnberg und Martin konnten dem Zugriff der westphälischen Justiz entkommen und überleben, ebenso gelang es einem großen Teil des in den Aufstand verwickelten Landadels, ungeschoren davonzukommen. Die Landbevölkerung, die am Aufstand teilgenommen hatte, wurde von Jérôme begnadigt:

„Art. 2. Völlige und gänzliche Straflosigkeit ist allen denjenigen Unserer Unterthanen zugestanden, welche an dem in der Nacht vom 21ten auf den 22ten des laufenden Monats ausgebrochenen Aufstande Antheil genommen haben, insofern sie sich in ihre Wohnungen zurückbegeben haben, oder in den ersten acht Tagen nach der Bekanntmachung des gegenwärtigen Decrets dahin zurückbegeben werden.“

## Folgen
Im Juni desselben Jahres kamen die lokalen Honoratioren angeführt vom Bürgermeister von Homberg nach Kassel und ersuchten mit vielen Bittgeldern um eine Audienz bei Jérôme, die sie letztlich auch bekamen. Jérôme sah schließlich davon ab, an Homberg Vergeltung zu üben. Er quartierte Truppen in der Stadt ein. Dies war nicht nur psychologisch erniedrigend, sondern brachte auch sehr hohe Kosten für die kleine Stadt mit sich. Ein Jahr nach dem Aufstand besuchte Jérôme die Stadt, um seinen Herrschaftsanspruch zu demonstrieren, wofür die Bürger Hombergs ihm eine Ehrenpforte errichteten. Den Bewohnerinnen des Damenstifts Wallenstein wurde vorgeworfen, den Aufstand sowohl organisatorisch als auch finanziell unterstützt zu haben. In einem königlichen Dekret vom 30. April 1809 wurden den Stiftsdamen die Pfründen genommen, die Güter und das Vermögen des Stiftes bis auf weiteres konfisziert und das Stift bis zur Beendigung der Untersuchungen zu seiner Beteiligung am Aufstand unter staatliche Verwaltung gestellt. Im Zuge der Sichtung ihrer Briefschaften durch den königlichen Agenten Karl Friedrich von Reinhard konnten allerdings weder Verbindungen zu den Aufständischen noch deren finanzielle Unterstützung nachgewiesen werden.

## Andere Aufstände gegen napoleonische Herrschaft
Konkrete Anlässe für die meisten der zahlreichen Erhebungen gegen die napoleonische Herrschaft waren zumeist wirtschaftlicher Natur. Die zahlreichen Kriege Napoleons und die damit einhergehenden Truppenaushebungen, Steuererhöhungen bzw. -neueinführungen sowie die Kontinentalsperre führten zu einer sich immer weiter verschlechternden wirtschaftlichen Lage. 1809 gilt als Krisenjahr der napoleonischen Herrschaft. Österreich versuchte im Fünften Koalitionskrieg die französische Vorherrschaft auf dem Kontinent zu beenden, in Spanien und Deutschland brachen Aufstände aus.

### Hessen
Der Dörnberg-Aufstand war nicht der erste Aufstand gegen die französische Besatzung oder das Königreich Westphalen auf dem Gebiet des vormaligen Kurfürstentums Hessen-Kassel.
Bereits Ende 1806 hatte es einen ersten Aufstand gegen die französische Besatzung gegeben. Soldaten des offiziell „beurlaubten“ kurhessischen Heeres hatten sich zusammen mit Bauern gegen Konskriptionen für das neue Heer des Königreichs gewehrt, Garnisonen angegriffen und in Marburg sogar die Kontrolle über die Stadt übernommen. Der Vorstoß auf Kassel jedoch scheiterte an der Passivität bzw. der Ablehnung seitens der Stadtbevölkerung, die sich den Bauern sogar in den Weg stellte. Bis Anfang 1807 wurde der Aufstand von französischen Truppen gänzlich niedergeschlagen, die Teilnehmer verfolgt, verhaftet und teilweise hingerichtet. Das Phänomen der städtischen Passivität trat auch 1809 wieder auf. Während die ländlichen Gebiete um Kassel zum Aufstand bereit waren, herrschte in Kassel weitestgehend Untätigkeit.

Hinrichtung Emmerichs und Sternbergs nach dem gescheiterten Marburger Aufstand

Der Dörnbergsche Aufstand gilt auch als einer der Hauptantriebsgründe für den im Juni 1809 stattfindenden Marburger Aufstand. Der bereits über siebzigjährige ehemalige kurhessische Oberst Andreas Emmerich, der bereits in Amerika gedient hatte und zum Verschwörerkreis um Dörnberg gehört hatte, sowie der Hofrat und Professor der Medizin Johann Heinrich Sternberg versuchten, in und um Marburg herum Bauern und Studenten zu einem Aufstand zu bewegen. Einzig Emmerich war mit seinen Bemühungen erfolgreich, Anhänger unter den Bauern der Umgebung zu gewinnen. Am frühen Morgen des 24. Juni 1809 überfiel er mit etwa 50–150 Mann die schwache westphälische Garnison in Marburg und verjagte diese. Auch diese Tat sollte wie bei Dörnbergs Aufstand die Initialzündung eines allgemeinen Aufstandes werden. Doch auch hier unterblieb dies; vielmehr verschliefen die Marburger Bürger die Schießerei und stellten sich nach der raschen Niederschlagung der Revolte durch westphälisches Militär unwissend dar. Emmerich, Sternberg (der während des Revolte krank im Bett lag) und zwei weitere Beteiligte wurden wenige Wochen später hingerichtet.

### Zeitgleiche Aufstände außerhalb Hessens
In Spanien tobte seit Mitte 1808 ein Aufstand gegen die Franzosen, der zusätzlich zum Krieg in Portugal (das von Großbritannien unterstützt wurde) Truppen band. Neben französischen Soldaten wurden auch Einheiten der mit Frankreich verbündeten Staaten wie des Königreichs Westphalen zur Niederschlagung dieses Aufstandes entsandt.
Im April 1809 begann in Tirol (damals Teil von Bayern) ein großer Aufstand unter der Führung von Andreas Hofer, der sich gegen die Einführung der neuen Bayerischen Verfassung (und die daraus resultierende Rekrutierung von Tirolern für Kriege außerhalb der Landesgrenzen) sowie Eingriffe in Kirchenangelegenheiten durch die bayerische Verwaltung wandte. Die Tiroler Aufständischen waren ungleich erfolgreicher als der Dörnberg-Aufstand, gelang es ihnen doch, Tirol zeitweise von der bayerisch-französischen Herrschaft zu befreien, die erst gegen Ende des Jahres – nachdem durch den Sieg über Österreich im 5. Koalitionskrieg Truppen frei wurden – wiedererrichtet werden konnte. Die Erhebung in Tirol war ein Fanal für weitere Aufstände in Deutschland, die sich auch von der österreichischen Kriegserklärung an Frankreich Vorteile für ihre Unternehmungen erhofften. Auch ein Eingreifen Preußens wurde vielerorts erhofft und vermutet.

## Forschung und Rezeption

### Nationale Forschung im 19. und frühen 20. Jahrhundert
Die Forschung des 19. Jahrhunderts deutete den Aufstandsversuch von 1809 als patriotische Erhebung gegen die französische Fremdherrschaft und sah darin einen „Gedanke[n] der nationalen Einheit“ wirken. Im Gebiet des Kurfürstentums Hessen sei der Widerstandswille der einfachen Bevölkerung wie auch des Adels besonders groß gewesen, da die Verbundenheit zum sich im Prager Exil befindenden Kurfürsten Wilhelm I. sehr groß gewesen sei. Auch seien sogar die positiven Aspekte der neuen Herrschaft ignoriert worden.

### Nationalsozialismus
Im Juni 1934 fanden auf dem Homberger Marktplatz „Dörnberg-Festspiele“ statt, deren zentraler Punkt ein 1913 von Karl Engelhard verfasstes Theaterstück „Dörnberg“ waren. Organisiert wurde die Veranstaltung von SA und weiteren NS-Organisationen aus Homberg. Dem Schauspiel wohnten nicht nur die Bewohner der Stadt und der Umgebung bei, sondern auch hochrangige Vertreter des Regimes wie der Propagandaleiter des NSDAP-Gaues Kurhessen Karl Gerland. Der Aufstand von 1809 wurde dabei im Sinne der nationalsozialistischen Propaganda als Befreiung gedeutet, die von Hitler wiederholt werden solle.

### Moderne Forschung
Die heutige Forschung widerspricht einer auf ganz Deutschland orientierten Absicht des Aufstandes. Bei einem erfolgreichen Verlauf des Aufstandes war geplant, Jérôme Bonaparte zu verhaften und eine vorübergehende Regierung einzurichten, die die Rückkehr des Kurfürsten aus dem Exil vorbereiten sollte. Das Ziel bestand also darin, die politischen Verhältnisse von vor 1806 zu restaurieren. Neben hessischen Symbolen trugen die Aufständischen auch ein Banner mit dem Doppeladler des Alten Reiches mit sich. Die Idee einer Restauration versprach – anders als die der Nation, die ohnehin nur für die gebildeten Schichten interessant gewesen scheint – eine wesentlich höhere Anziehungskraft. Mit ihr konnten verschiedene Bevölkerungsgruppen unterschiedlich Positives assoziieren.
Trotz des Scheiterns mehrerer Aufstandsversuche gegen das Königreich Westphalen 1809 darf dieser Umstand nicht darüber hinwegtäuschen, dass sich darin eine Krise dieses Kunststaates zeigte. Das Vertrauen in den Staat war geschädigt, die Reformbemühungen scheiterten, während gleichzeitig die Lasten durch Steuern und Einziehungen zum Wehrdienst weiter zunahmen.